# Кезенсу
Кезенсу (каз. Кезенсу) — село в Жарминском районе Абайской области Казахстана. Входит в состав Шарской городской администрации. Код КАТО — 634421300.

## Население
В 1999 году население села составляло 592 человека (316 мужчин и 276 женщин). По данным переписи 2009 года, в селе проживало 313 человек (159 мужчин и 154 женщины).